# Xavier Malisse
Xavier Malisse (født 19. juli 1980 i Kortrijk, Belgien) er en belgisk tennisspiller, der blev professionel i 1998. Han har igennem sin karriere vundet 3 single- og 4 doubletitler, og hans højeste placering på ATP's verdensrangliste er en 19. plads, som han opnåede i august 2002.

## Grand Slam
Malisse' bedste Grand Slam-resultat i singlerækkerne kom ved Wimbledon i 2002, hvor han overraskende nåede helt frem til semifinalen, efter at have besejret briten Greg Rusedski undervejs. I semifinalen måtte han dog se sig besejret af argentineren David Nalbandian.